# Лемхай (индейская резервация)
Лемхай (англ. Lemhi Reservation) — индейская резервация племени агайдека, известное также как «Едоки лосося», относящегося к северным шошонам. Располагалась в центральной части штата Айдахо на территории современного округа Лемхи.
12 февраля 1875 года президент США Улисс Грант учредил резервацию для племени агайдека в долине Лемхай, Территория Айдахо. Резервация располагалась на традиционной территории племени и занимала площадь в 259 км². Кроме агайдека в ней были поселена часть банноков и тукудека. Верховным вождём агайдека был Тендой, известный лидер шошонов, который был наполовину банноком. Почти с самого начала американское правительство и местные жители начали предпринимать усилия по упразднении резервации. В 1907 году резервация была ликвидирована и её жителей отправили в Форт-Холл, где проживали другие группы северных шошонов и банноков. Лишь немногим удалось избежать депортации и остаться в районе реки Салмон.